# John Wayne/Filmografie

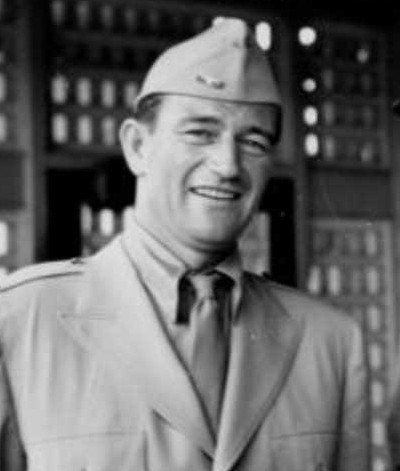
John Wayne als Zivilist in Uniform bei einem Truppenbesuch bei den US-amerikanischen Streitkräften in Australien, 1943

John Waynes Filmografie enthält alle Filme, in denen der Filmschauspieler John Wayne (1907–1979) mitgewirkt hat. In seiner 50-jährigen Filmkarriere war Wayne in mehr als 160 Filmen zu sehen. Bis auf wenige Ausnahmen, überwiegend zu Beginn seiner Karriere, spielte er die Hauptrolle. Im Guinness-Buch der Rekorde wird er als Schauspieler mit den meisten Hauptrollen (142) geführt. Überwiegend vor 1930 wirkte er in einer nicht genau bestimmbaren Zahl von Filmen als Komparse mit, in Rollen, in denen er teilweise im Film nicht erkennbar ist. Bei 144 Filmen wird er in den Credits genannt.
Im Jahre 1926 stand er als Komparse erstmals vor der Kamera, 1930 hatte er in dem Western Der große Treck erstmals eine Hauptrolle. In den 1930er Jahren wirkte er, überwiegend als Hauptdarsteller, in etwa 60 B-Filmen mit. 1939 gelang ihm mit der Hauptrolle im Western Ringo der Durchbruch als Star. Von da an wurde er bis zu seinem letzten Film im Jahre 1976, Der letzte Scharfschütze, immer (bis auf eine Ausnahme) in den Credits genannt. Häufig war er in Western, Kriegs- und Abenteuerfilmen zu sehen.

## Erklärung

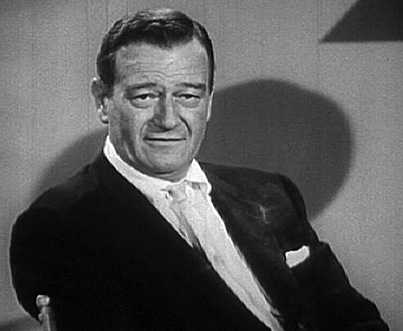
John Wayne im Jahr 1961

- Jahr: Nennt das Jahr, in dem der Film erstmals erschienen ist.
- Deutscher Titel: Nennt den deutschen Titel des Films. Manche Filme sind nie in Deutschland erschienen. Manche haben verschiedene Titel. Diese werden mit a), b), c) und d) gekennzeichnet.
- Originaltitel: Nennt den Originaltitel des Films. Manche haben verschiedene Titel. Diese werden mit a), b), c) und d) gekennzeichnet.
- Regisseur: Nennt den Regisseur des Films.
- Genre: Nennt das Genre des Films (Western, Kriegsfilm, Abenteuerfilm, Propagandafilm, Komödie oder Drama).
- Min.: Nennt die ursprüngliche Länge des Films in der Kinofassung in Minuten. Manche Filme wurden später gekürzt, teilweise auch nur für deutschen Filmverleih. Kinofilme haben 24 Vollbilder pro Sekunde. Im Fernsehen oder auf DVD werden Filme im Phase-Alternating-Line-System (PAL) mit 25 Vollbildern pro Sekunde gezeigt, siehe PAL-Beschleunigung. Dadurch ist die Laufzeit der Filme im Fernsehen um vier Prozent kürzer als im Kino, was bei einer Kinolaufzeit von 100 Minuten eine Lauflänge von 96 Minuten im Fernsehen bedeutet.
- Credit: Nennt, ob John Wayne im Film im Vor- und/oder Abspann genannt wird (Ja), oder nicht (Nein).
- Rolle: Beschreibt die Rolle John Waynes in groben Zügen. Unter Anmerkung stehen weitere Informationen zum Film.

## Filme
| Inhaltsverzeichnis | 1920er | 1930er | 1940er | 1950er | 1960er | 1970er |

| Jahr | Deutscher Titel | Originaltitel                                           | Regisseur                                                    | Genre              | Min. | Credit | Rolle |
| ---- | --- | ------------------------------------------------------- | ------------------------------------------------------------ | ------------------ | ---- | ------ | --- |
|      | |                                                         |                                                              | 1920er             |      |        | |
| 1926 | Kein deutscher Titel | Brown of Harvard                                        | Jack Conway                                                  | Drama              | 85   | Nein   | Footballspieler Anmerkung: Erster Film John Waynes |
| 1926 | a) Galgenhochzeit b) Der Galgengraf | Bardelys the Magnificent                                | King Vidor                                                   | Drama              | 90   | Nein   | Komparse |
| 1926 | Räuber der Königsschlucht | The Great K&A Train Robbery                             | Lewis Seiler                                                 | Western            | 53   | Nein   | Komparse |
| 1927 | Annie Laurie – Ein Heldenlied vom Hochland | Annie Laurie                                            | John S. Robertson                                            | Drama              | 99   | Nein   | Komparse |
| 1927 | Frauenheld wider Willen | The Drop Kick                                           | Millard Webb                                                 | Drama              | 68   | Nein   | Spieler einer Football-Mannschaft |
| 1928 | Kein deutscher Titel | Mother Machree                                          | John Ford                                                    | Drama              | 76   | Nein   | Komparse |
| 1928 | Vier Söhne | Four Sons                                               | John Ford                                                    | Drama              | 96   | Nein   | Komparse, erster Film mit Regisseur Ford |
| 1928 | Kein deutscher Titel | Hangman’s House                                         | John Ford                                                    | Drama              | 71   | Nein   | Zuschauer bei einem Pferderennen in vier Einstellungen |
| 1929 | a) Das Drama der Sintflut b) Die Arche Noah | Noah’s Ark                                              | Michael Curtiz                                               | Drama              | 108  | Nein   | Komparse bei einer Flut-Sequenz |
| 1929 | Kein deutscher Titel | Speakeasy                                               | Benja Stoloff                                                | Drama              | 64   | Nein   | Komparse |
| 1929 | a) Die schwarze Garde b) Indien in Flammen | The Black Watch                                         | John Ford                                                    | Drama              | 94   | Nein   | Komparse |
| 1929 | Kein deutscher Titel | Words and Music                                         | James Tinling                                                | Komödie            | 65   | Ja     | Pete Donahue, ein junger Musical-Komponist, der den ersten Preis bei einem Kompositionswettbewerb und die Hauptdarstellerin des Musicals für sich gewinnen will, wobei er einen rivalisierenden Komponisten ausstechen muss. Anmerkung: Erster Film John Waynes, in dem er als Duke Morrison im Vor- und/oder Abspann genannt wird. Erst im Film Der große Treck nahm er seinen Künstlernamen John Wayne an. |
| 1929 | Kadetten zur See | Salute                                                  | John Ford                                                    | Drama              | 84   | Nein   | Football-Spieler bei dem entscheidenden Match zwischen der Militärakademie West Point und der Marineakademie Annapolis |
| 1929 | Kein deutscher Titel | The Forward Pass                                        | Eddie Cline                                                  | Drama              | 81   | Nein   | Komparse |
|      | |                                                         |                                                              | 1930er             |      |        | |
| 1930 | a) U 13 b) Der Untergang der US 13 | Men Without Women                                       | John Ford                                                    | Drama              | 77   | Nein   | Funker auf einem amerikanischen Unterseeboot, das aufgrund einer Explosion im Maschinenraum sinkt |
| 1930 | Kein deutscher Titel | Born Reckless                                           | Andrew Bennison                                              | Drama              | 77   | Nein   | Komparse |
| 1930 | Mord in Alaska | Rough Romance                                           | A. F. Erickson                                               | Western            | 54   | Nein   | Pokerspieler in einer Saloon-Szene |
| 1930 | Kein deutscher Titel | Cheer Up and Smile                                      | Sidney Lanfield                                              | Komödie            | 64   | Nein   | In einer Saloon-Szene in einem Film aus dem College- und Show-Milieu |
| 1930 | Der große Treck | The Big Trail                                           | Raoul Walsh                                                  | Western            | 158  | Ja     | Breck Coleman, ein junger Scout, der einen Siedlertreck von Missouri über den Oregon Trail nach Westen nach Kalifornien und Oregon leitet, wobei er einen Mitreisenden als den langgesuchten Mörder seines Freundes entlarvt Anmerkung: Erste Hauptrolle John Waynes in einer zwei Millionen US-Dollar teuren Produktion der 20th Century Fox. Der Film wurde trotz guter Kritiken ein geschäftlicher Misserfolg. |
| 1931 | Kein deutscher Titel | Girls Demand Excitement                                 | Seymor Felix                                                 | Komödie            | 67   | Ja     | Peter Brooks als Kapitän einer College-Männerbasketballmannschaft, der sich in die Leiterin der Frauenbasketballmannschaft verliebt |
| 1931 | Kein deutscher Titel | Three Girls Lost                                        | Sidney Lanfield                                              | Drama              | 72   | Ja     | Der Architekt Gordon Wales verliebt sich in eine Frau, die sich als geldgierig erweist und in kriminelle Machenschaften verwickelt ist. Er wird von ihr betrogen. Als sie von ihrem kriminellen Freund getötet wird, gerät Wales in Verdacht. Er kann jedoch seine Unschuld beweisen und wird mit einer anderen Frau glücklich. |
| 1931 | Arizona | a) Men Are Like That b) Arizona                         | George B. Seitz                                              | Drama              | 67   | Ja     | Bob Denton, Kadett der United States Military Academy mit dem Ruf eines guten Footballspielers und Frauenhelden. In Arizona trifft er ein von ihm früher sitzengelassenes Mädchen als Frau seines Vorgesetzten wieder und wird mit deren Schwester glücklich. |
| 1931 | Die Rancher-Fehde | The Range Fued                                          | D. Ross Lederman                                             | Western            | 58   | Ja     | Clint Turner, Stiefbruder eines Ranchers, des Todfeindes seines Vaters, als dessen Mörder er beschuldigt wird. Als er den wahren Schuldigen findet, entgeht er nur knapp dem Galgen. |
| 1931 | Kein deutscher Titel | The Deceiver                                            | Louis King                                                   | Mysteryfilm        | 68   | Nein   | Double des Hauptdarstellers als Toten |
| 1931 | Kein deutscher Titel | Maker of Men                                            | Edward Sedgwick                                              | Drama              | 69   | Ja     | Dusty Rhodes, Football-Spieler einer amerikanischen Universität, die seit zwei Jahren eine Niederlage nach der anderen einsteckt; er zieht neben anderen den Sohn des Trainers, ebenfalls Spieler, als Feigling und Schwächling auf. |
| 1932 | Shadow of the Eagle (zwölfteilige Serie) | Shadow of the Eagle                                     | Ford Beebe                                                   | Abenteuer          | 219  | Ja     | Craig McCoy, Wanderzirkus-Artist und erfahrener Pilot, der seinem Zirkusdirektor, der verdächtigt wird, ein mysteriöser Krimineller zu sein, die gestohlenen Pläne einer aeronautischen Erfindung zurückbringt Anmerkung: Eine von drei Serials von Mascot Pictures Corporation, in denen John Wayne die Hauptrolle spielt. Dabei handelt es sich um zwölf Fortsetzungsfolgen von je etwa 20 Minuten, die im Kino einzeln vor dem Hauptfilm gezeigt wurden. |
| 1932 | Kein deutscher Titel | Texas Cyclone                                           | D. Ross Lederman                                             | Western            | 57   | Ja     | Steve Pickett, Mitstreiter und Freund eines Cowboys, der fünf Jahre verschollen war, sein Gedächtnis verloren hat, und nach einer Schießerei mit einer Kopfwunde sich wieder an alles erinnern kann |
| 1932 | Das Gesetz in der eigenen Hand | Two-Fisted Law                                          | D. Ross Lederman                                             | Western            | 57   | Ja     | Duke, Cowboy eines Ranchers, der durch Betrüger um seinen Besitz gebracht wird |
| 1932 | a) Wer hat hier recht? b) Der Mann aus Stahl | Lady and Gent                                           | Stephen Roberts                                              | Drama              | 86   | Ja     | Buzz Kinney, ein junger Preisboxer, der im Kampf einen ehemals berühmten Boxer besiegt |
| 1932 | Hurricane Express (zwölfteilige Serie) | Hurricane Express                                       | Armand Schaefer                                              | Abenteuer          | 226  | Ja     | Larry Baker, Pilot einer Luftfahrtgesellschaft, der einen Eisenbahnattentäter und einen mysteriösen Meisterverbrecher zur Strecke bringt |
| 1932 | Der Falke (1932) | Ride Him, Cowboy                                        | Fred Allen                                                   | Western            | 55   | Ja     | John Drury, ein Cowboy, der ein intelligentes und geschicktes Pferd, das einen Mann beinahe getötet haben soll, vor dem Tod rettet. Das Pferd hilft ihm, einen Mörder zu entlarven, der die Gegend terrorisiert, wobei er selbst unter Mordverdacht gerät. |
| 1932 | Die große Stampede | The Big Stampede                                        | Tenny Wright                                                 | Western            | 53   | Ja     | John Steele, Hilfssheriff, der einen Viehzüchter zur Strecke bringt, der mit einer Bande von Pferdedieben die Gegend terrorisiert |
| 1932 | Kein deutscher Titel | That’s My Boy                                           | Roy William Neill                                            | Komödie            | 71   | Nein   | Footballspieler |
| 1932 | Gejagtes Gold | Haunted Gold                                            | Mack V. Wright                                               | Western            | 58   | Ja     | John Mason, Cowboy und Besitzer einer Mine, der, nachdem er einen geheimnisvollen Brief erhalten hat, sich mit einer Frau gegen Verbrecher zu behaupten hat, die nach Gold in einer alten Goldmine suchen. Zudem haben es die beiden mit einem geheimnisvollen Unsichtbaren zu tun. |
| 1933 | High Wolf | The Telegraph Trail                                     | Tenny Wright                                                 | Western            | 54   | Ja     | John Trent, Scout der Armee, der freiwillig beim Bau der ersten Telegraphenverbindung durch den Westen hilft und blutige Kämpfe mit den Indianern zu bestehen hat |
| 1933 | Der Weg ins Ungewisse | Central Airport                                         | William A. Wellman                                           | Drama              | 72   | Nein   | Passagier in einem Flugzeug, das auf dem Meer notlanden muss |
| 1933 | Die drei Musketiere (zwölfteilige Serie) | The Three Musketeers                                    | Armand Schaefer, Colbert Clark                               | Abenteuer          | 212  | Ja     | Amerikanischer Abenteurer, der in Afrika drei französischen Fremdenlegionären im Kampf gegen einen arabischen Wüstenscheich beisteht und sich in eine Frau verliebt |
| 1933 | Abrechnung in Sonora | Somewhere in Sonora                                     | Mack V. Wright                                               | Western            | 58   | Ja     | John Bishop, Rodeoreiter, der sich, weil er bei einem Rodeowettbewerb als Betrüger beschuldigt wird, nach Mexiko absetzt, wo er sich bei Banditen einschleicht, um dem Vater seiner Freundin die geraubten Rechte an einer Silbermine wieder zu beschaffen |
| 1933 | Seine persönliche Sekretärin | His Private Secretary                                   | Philip H. Whitman                                            | Komödie            | 60   | Ja     | Dick Wallace, Sohn eines reichen Unternehmers, der, statt in der Firma mitzuhelfen, nur Mädchen im Kopf hat, sich in die Pastorenenkelin verliebt und sie schließlich heiratet. Sein Vater, der sie nicht kennt, ist davon nicht begeistert und wirft seinen Sohn aus der Firma. Sie verdingt sich als Sekretärin in der Firma, um Vater und Sohn wieder zusammenzubringen. |
| 1933 | Kein deutscher Titel | Life of Jimmy Dolan                                     | Archie L. Mayo                                               | Drama              | 88   | Ja     | Junger Boxer Smith (kleine Rolle) |
| 1933 | Der Mann von Monterey | The Man From Monterey                                   | Mack V. Wright                                               | Western            | 57   | Ja     | John Holmes, Captain der Armee, der in Monterey bei den Grundbesitzern über die Einhaltung der neuen Landgesetze zu wachen hat und einem Farmer hilft, seinen Besitz vor einem betrügerischen Nachbarn zu schützen |
| 1933 | Kein deutscher Titel | Baby Face                                               | Alfred E. Green                                              | Drama              | 76   | Ja     | Jimmy McCoy, Assistent eines Bankmanagers, der eine skrupellose Frau, die schon mehrmals Männer ausgenutzt hat, eine Anstellung in der Bank verschafft, worauf er von ihr sitzengelassen wird, da sie die Geliebte seines Chefs wird |
| 1933 | a) Die Wasserrechte von Lost Creek b) Reiter der Gerechtigkeit                                                                                    | Riders of Destiny                                       | Robert N. Bradbury                                           | Western            | 53   | Ja     | Sandy „Singin“ Saunders, Geheimbeauftragter der Regierung, der den Ranchern im Kampf um ihre Wasserrechte hilft, indem er gegen eine Bande kämpft, die die das Tal bewässernden Quellen kontrollieren Anmerkung: Erster von 16 aufeinanderfolgenden B-Western, die von Monogram mit dem Markenzeichen Lone-Star-Western produziert wurden |
| 1933 | Kein deutscher Titel | College Coach                                           | William A. Wellman                                           | Drama              | 76   | Nein   | Student in einer Football-Story |
| 1933 | a) Sein Freund, der Desperado b) Desperado Man c) Gold in den Hügeln                                                                              | a) Sagebrush Trail (S/W) b) An Innocent Man (col)       | Armand Schaefer                                              | Western            | 54   | Ja     | John Brant, unschuldig wegen Totschlags inhaftierter Cowboy, der aus dem Gefängnis ausbricht, sich einer Desperadobande anschließt, dort einen Freund und schließlich den wahren Täter findet |
| 1934 | a) Das Gold von Texas b) Lucky Texan c) Lucky Texan in Gefahr d) Der unerbittliche Texaner                                                        | The Lucky Texan                                         | Robert N. Bradbury                                           | Western            | 55   | Ja     | Jerry Mason, College-Absolvent, der in den Westen geht, dort mit dem alten Freund seines verstorbenen Freundes zusammen auf eine reichhaltige Goldader stößt, diese gegen Verbrecher verteidigen muss und dabei einen Raubmord aufklärt |
| 1934 | Flussabwärts | West of the Divide                                      | Robert N. Bradbury                                           | Western            | 53   | Ja     | Ted Hayden auf der Suche nach dem Mörder seines Vaters und Entführer seines jüngeren Bruders. Er tarnt sich als Gesetzloser, schleicht sich bei Banditen ein und gewinnt das Vertrauen des Bandenchefs |
| 1934 | a) Showdown am Adlerpaß b) Rächer des Westens c) Gold in den Wolken d) Gestohlene Ware                                                            | a) Blue Steel S/W) b) Stolen Goods (col)                | Robert N. Bradbury                                           | Western            | 54   | Ja     | John Carruthers, getarnter US-Marshal, der eine Stadt, unter der eine reiche Goldader liegt, von der die Zivilbevölkerung nichts weiß, von Banditen und goldsüchtigen Geschäftemachern säubert |
| 1934 | Rodeo | The Man from Utah                                       | Robert N. Bradbury                                           | Western            | 52   | Ja     | John Weston, Rodeoreiter, der den Posten als Sheriff ausschlägt, um beim Rodeo einen großangelegten Wettschwindel aufzudecken, bei dem Rodeoreiter mittels vergifteter Nadeln getötet werden |
| 1934 | a) Der einsame Reiter b) Randys tödlicher Ritt | Randy Rides Alone                                       | Harry Fraser                                                 | Western            | 53   | Ja     | Randy Bowers, fälschlich des Raubmordes Beschuldigter, der mit Hilfe einer Frau aus dem Gefängnis entkommen kann und den wahren Mörder sucht |
| 1934 | a) US Marshal John b) Der Unerbittliche c) Der Schatten d) Er trug einen Stern e) Mann des Gesetzes                                               | The Star Packer                                         | Robert N. Bradbury                                           | Western            | 53   | Ja     | John Travers nimmt als neuer Bürger einer von Banditen terrorisierten Stadt den ihm angebotenen Sheriffposten an, räumt mit den Banditen auf und entlarvt deren geheim agierenden Anführer |
| 1934 | a) Sie töten für Gold b) Gier nach Gold | The Trail Beyond                                        | Robert N. Bradbury                                           | Western            | 55   | Ja     | Rod Drew verteidigt eine Goldmine in den kanadischen Wäldern gegen Banditen, ist auf der Suche nach einem verschollenen Mädchen und hilft seinem unschuldig wegen Mordes gesuchten Halbblutfreund |
| 1934 | a) Das Gesetz des Stärkeren b) Land ohne Gesetz c) Der einsame Rächer                                                                             | Lawless Frontier                                        | Robert N. Bradbury                                           | Western            | 52   | Ja     | John Tobin, Rächer seiner von einem mexikanischen Banditen ermordeten Eltern, wobei ihm ein alter Freund der Eltern und dessen Tochter helfen |
| 1934 | Unter dem Himmel von Arizona | ’Neath the Arizona Skies                                | Harry Fraser                                                 | Western            | 52   | Ja     | Chris Morrell, Vormund eines Halbblutmädchens, der Erbin eines erdölreichen Landstrichs, die auf der Suche nach ihrem verschwundenen Vater ist, wobei sie und eine Frau von Banditen entführt werden |
| 1935 | Abenteuer in Texas | Texas Terror                                            | Robert N. Bradbury                                           | Western            | 53   | Ja     | John Higgins, Sheriff einer Kleinstadt, der den Sheriffstern freiwillig ablegt, weil er glaubt, schuld am Tod eines Farmers zu sein |
| 1935 | Im Tal des Regenbogens | Rainbow Valley                                          | Robert N. Bradbury                                           | Western            | 52   | Ja     | John Martin kommt als Geheimbeauftragter der Regierung nach Rainbow Valley, engagiert sich dort als Straßenbauer, um mit Banditen fertigzuwerden, die den Bau der Straße durch das Gebirge sabotieren |
| 1935 | a) Der Rodeo-Raub b) Desert Trail | Desert Trail                                            | Collin Lewis                                                 | Western            | 54   | Ja     | John Scott, Rodeo-Star, der gemeinsam mit seinem Freund, einem Glücksspieler, in Verdacht gerät, einen Überfall durchgeführt zu haben, dann aber den wahren Schuldigen stellen kann |
| 1935 | a) Reiter in der Dämmerung b) Freunde c) Der Mann ohne Gnade d) Der geheimnisvolle Reiter e) Gunfighter                                           | a) The Dawn Rider (S/W) b) Cold Vengeance (col)         | Robert N. Bradbury                                           | Western            | 54   | Ja     | John Mason, Cowboy, der den Mörder seines Vaters, der bei einem Überfall auf ein Expressbüro ermordet wurde, finden will. Er erkennt ihn im ehemaligen Freund seiner neuen Freundin. |
| 1935 | a) Feuerwasser und frische Blüten b) Die Spur des Todes c) Paradise Ranch                                                                         | a) Paradise Canyon (S/W) b) Guns Along the Trail (col)  | Carl Pierson                                                 | Western            | 53   | Ja     | John Wyatt, Geheimagent der Regierung im Kampf gegen Schmuggler zwischen Mexiko und Amerika. Er zieht mit dem Hauptverdächtigen, einem Mann mit einer Medizin-Show und dessen Tochter durch die Lande. |
| 1935 | Westwärts! | Westward Ho!                                            | Robert N. Bradbury                                           | Western            | 61   | Ja     | John Wyatt, Anführer der Singing Riders im Kampf gegen Banditen, die seine Eltern ermordet haben Anmerkung: Erster von acht B-Western der gehobeneren Kategorie, die von der neugegründeten Republic Pictures, die 1935 von Monogram aufging, produziert wurden |
| 1935 | Flammende Grenze | The New Frontier                                        | Carl Pierson                                                 | Western            | 57   | Ja     | John Dawson, Anführer eines Siedlertrecks in eine neugegründete Stadt, wo er bei seiner Ankunft erfährt, dass sein Vater, der Sheriff, in Ausübung seines Amtes ermordet wurde |
| 1935 | a) Tal der Angst b) Highnoon in Helltown | Lawless Range                                           | Robert N. Bradbury                                           | Western            | 55   | Ja     | John Middleton ist als Helfer verschuldeter Rancher in die Stadt gekommen, um einen alten Freund seines Vaters zu besuchen. Dort kämpft er gegen Grundstücksspekulanten, die das goldhaltige Land an sich bringen wollen |
| 1936 | Kein deutscher Titel | The Oregon Trail                                        | Scott Pembroke                                               | Western            | 59   | Ja     | John Delmont, Captain, der sich Urlaub von der Armee nimmt, um die Entführer eines Versorgungstrecks und den Mörder seines Vaters, der dessen Führer war, zu suchen |
| 1936 | Land der Zukunft | The Lawless Nineties                                    | Joseph Kane                                                  | Western            | 58   | Ja     | John Tipton, Geheimagent der Regierung, der nach Wyog entsandt wird, um dort den Volksentscheid über den Anschluss des Territoriums an die Vereinigten Staaten zu überwachen |
| 1936 | Der König vom Pecos | King of the Pecos                                       | Joseph Kane                                                  | Western            | 55   | Ja     | John Clayborn, Rechtsanwalt, der sich mit dem Gesetzbuch und der Waffe das einst ergaunerte Land von einem Großrancher zurückholt, der damals auch seine Eltern brutal erschießen ließ |
| 1936 | Wie vom Winde verweht | The Lonely Trail                                        | Joseph Kane                                                  | Western            | 58   | Ja     | John Ashley, Heimkehrer vom Bürgerkrieg, der bei der Texas-Polizei die kriminellen Handlungen des Militärgouverneurs, der die Bevölkerung terrorisiert, aufdeckt |
| 1936 | a) Winde der Wildnis b) Stürme im Wilden Westen                                                                                                   | a) Winds of the Wasteland (S/W) b) Stagecoach Run (col) | Mack V. Wright                                               | Western            | 57   | Ja     | John Blair kauft als ehemaliger Reiter des Pony-Express-Kuriers unwissentlich eine, wie sich später herausstellt, wertlose Postkutschenlinie zu einer Geisterstadt, der er wieder zu neuer Blüte verhilft |
| 1936 | Kein deutscher Titel | The Sea Spoilers                                        | George Waggner                                               | Abenteuer          | 63   | Ja     | Bob Randall, Kommandant eines Kutters der Küstenwache, der seine von einer Luxusyacht entführte Verlobte sucht und Pelzschmugglern das Handwerk legt Anmerkung: Beginn einer Reihe von sechs Abenteuer- und Kriegsfilmen für Universal Studios |
| 1936 | Kein deutscher Titel | Conflict                                                | David Howard                                                 | Drama              | 59   | Ja     | Pat Glendon, Preisboxer, der auf die schiefe Bahn gerät, indem er mit einem anderen Preisboxer den Ausgang von Kämpfen abspricht und von einer Reporterin bekehrt wird |
| 1937 | Kein deutscher Titel | California Straight Ahead                               | Arthur Lubin                                                 | Drama              | 67   | Ja     | Biff Smith, ehemaliger Schulbusfahrer und Manager einer Trucker-Gesellschaft, die in einem Wettrennen mit der Eisenbahn Flugzeugteile quer durch das Land transportiert und gewinnt |
| 1937 | a) Bomben über den Orient b) In gefährlicher Mission                                                                                              | I Cover The War                                         | Arthur Lubin                                                 | Drama              | 68   | Ja     | Bob Adams, Kameramann einer Wochenschaugesellschaft in den 1930er Jahren in Nordafrika, der Aufnahmen von einem Führer der Aufständischen machen soll und dabei zwei konkurrierende Wochenschauleute als Waffenschmuggler entlarvt |
| 1937 | Kein deutscher Titel | Idol of the Crowds                                      | Arthur Lubin                                                 | Drama              | 58   | Ja     | Johnny Hanson, Besitzer einer Hühnerfarm, der Spieler einer Hockeymannschaft wird, um schneller an Geld für den Ausbau seiner Farm zu kommen. Er kämpft gegen Wettbetrüger, die ihn bestechen wollen. |
| 1937 | a) Der Schatz am Meeresgrund b) Nacht des Grauens                                                                                                 | Adventures End                                          | Arthur Lubin                                                 | Abenteuer          | 63   | Ja     | Duke Slade, Perlentaucher in der Südsee, der sich auf der Flucht vor Insulanern befindet, in deren verbotene Gewässer er eingedrungen war. Auf einem amerikanischen Walfänger kann er eine Meuterei unterdrücken. |
| 1937 | Die Spielhölle von Wyoming | a) Born to the West b) Hell Town                        | Stuart Anthony                                               | Western            | 59   | Ja     | Dare Rudd, Cowboy, der von seinem Vetter auf einen gefährlichen Viehtreck geschickt wird, weil er sich zu sehr für dessen Freundin interessiert hatte. Unter größten Strapazen kann er den Treck zum Ziel führen. |
| 1938 | Freunde im Sattel | Pals of the Saddle                                      | George Sherman                                               | Western            | 56   | Ja     | Stony Brooke, einer der drei Musketiere, der einer amerikanischen Geheimagentin hilft, Agenten und Schmugglern aus dem Ausland, die Monium zur Herstellung von Giftgas über die mexikanische Grenze schmuggeln wollen, das Handwerk zu legen Anmerkung: Erster Teil von acht einer Three-Mesquiteers-Serie, bei der John Wayne die Hauptrolle spielt. In weiteren 43 Western der Reihe wirkte John Wayne nicht mit. |
| 1938 | Gold in den Wolken | Overland Stage Raiders                                  | George Sherman                                               | Western            | 55   | Ja     | Stony Brooke, einer der drei Musketiere, Teilhaber eines privaten Flugunternehmens, der sich mit den von einem Busunternehmer engagierten Entführern einer der Maschinen des Unternehmens auseinandersetzen muss |
| 1938 | Aufstand in Santa Fé | Santa Fé Stampede                                       | George Sherman                                               | Western            | 55   | Ja     | Stony Brooke, einer der drei Musketiere und Helfer eines Goldgräbers. Der korrupte Bürgermeister und seine Helfer wollen das Land, in dem der Goldgräber fündig wurde, berauben |
| 1938 | Kampf am roten Fluss | Red River Range                                         | George Sherman                                               | Western            | 58   | Ja     | Stony Brooke, einer der drei Musketiere, die vom Gouverneur beauftragt werden, Viehdieben das Handwerk zu legen. Als angeblich entflohener Sträfling schmuggelt er sich in die Bande |
| 1939 | a) Ringo b) Höllenfahrt nach Santa Fé | Stagecoach                                              | John Ford                                                    | Western            | 96   | Ja     | Ringo Kid, entsprungener Häftling, sucht die zu finden, die ihn mit ihrer Falschaussage ins Gefängnis gebracht haben. Bei einer Postkutschenfahrt kämpft er gegen Apachen, verliebt sich in eine Frau und kann sich schließlich rehabilitieren. Anmerkung: Zwei Oscars für die beste Nebenrolle und beste Musikbearbeitung, außerdem fünf weitere Nominierungen |
| 1939 | a) Reiter in der Nacht b) Terror Reiter der Nacht                                                                                                 | The Night Riders                                        | George Sherman                                               | Western            | 58   | Ja     | Stony Brooke, einer der drei Musketiere im Kampf mit einem betrügerischen Großgrundbesitzer, der eine eigene Privatarmee rekrutiert hat, um die kleinen Farmer der Gegend zu terrorisieren |
| 1939 | Die Sterne von Texas | Three Texas Steers                                      | George Sherman                                               | Western            | 58   | Ja     | Stony Brooke, einer der drei Musketiere und Helfer der Erbin eines Zirkus und einer Ranch, mit denen sie keinen Gewinn erzielt und die sie in die Hände von Verbrechern zu verlieren droht |
| 1939 | Der Bandit von Wyoming | Wyoming Outlaw                                          | George Sherman                                               | Western            | 58   | Ja     | Stony Brooke, einer der drei Musketiere und Helfer der verarmten und arbeitslosen Landbevölkerung, die von korrupten Politikern ausgebeutet wird |
| 1939 | Wasser für Arizona | a) New Frontier b) Frontier Horizon                     | George Sherman                                               | Western            | 57   | Ja     | Stony Brooke, einer der drei Musketiere und Cowboy, der den Einwohnern einer Stadt hilft, die wegen des Baus eines Stausees umgesiedelt werden sollen. Damit sie nicht von der Wasserversorgung abgeschnitten werden, setzt er den Bau einer Wasserpipeline durch. |
| 1939 | a) Black River b) Der Mann vom schwarzen Fluss | Allegheny Uprising                                      | William A. Seiter                                            | Western            | 81   | Ja     | James Jim Smith im Jahre 1759 als Siedler in der britischen Kolonie Pennsylvania, mit den anderen Siedlern im Kampf gegen einen Händler, der die Indianer mit Waffen versorgt |
|      | |                                                         |                                                              | 1940er             |      |        | |
| 1940 | Schwarzes Kommando | Dark Command                                            | Raoul Walsh                                                  | Western            | 93   | Ja     | Bob Shortcut Seton, neugewählter Marshal im Kampf mit seinem Gegenkandidaten, William Cantrell, einem aufständischen Südstaatler und Lehrer, der während des Bürgerkrieges mit seiner Bande die Bevölkerung terrorisiert und die gleiche Freundin hat |
| 1940 | Kein deutscher Titel | a) Three Faces West b) The Refuge                       | Bernard Vorhaus                                              | Drama              | 79   | Ja     | John Philips, Dakota-Farmer, der einem österreichischen Arzt und dessen Tochter, die aus einem deutschen Konzentrationslager ausgebrochen und vor den Nazis geflohen sind, in der neuen Heimat hilft |
| 1940 | Der lange Weg nach Cardiff | The Long Voyage Home                                    | John Ford                                                    | Kriegsfilm         | 105  | Ja     | Ole Olsen, schwedischer Seemann, der während des Zweiten Weltkriegs auf einem Frachter von der Karibik mit Zwischenhalt in den Vereinigten Staaten nach England fährt, um Waffen aufzunehmen, und dort Landwirt wird Anmerkung: Der Film hatte sechs Oscarnominierungen. |
| 1940 | Das Haus der sieben Sünden | Seven Sinners                                           | Tay Garnett                                                  | Komödie            | 87   | Ja     | Dan Brent, Marineleutnant der Vereinigten Staaten, der wegen einer attraktiven Tingeltangelsängerin (Marlene Dietrich) den Marinedienst quittieren will, um sie zu heiraten |
| 1941 | Kein deutscher Titel | A Man Betrayed                                          | John H. Auer                                                 | Drama              | 81   | Ja     | Lynn Hollister, Rechtsanwalt, der einen kriminellen Politiker das Handwerk legen will, und den Mord an seinem Freund im Nachtclubmilieu aufzuklären hat |
| 1941 | Kein deutscher Titel | Lady From Louisiana                                     | Bernard Vorhaus                                              | Drama              | 82   | Ja     | John Reynolds, junger Anwalt, der sich auf einem Mississippi-Dampfer in die Tochter eines Lotteriechefs verliebt und später gegen die Glücksspielmafia kämpft |
| 1941 | Verfluchtes Land | The Shepard of the Hills                                | Henry Hathaway                                               | Western            | 98   | Ja     | Matt Matthews, Schnapsbrenner in einer Bergregion auf der Suche nach seinem Vater, der seine inzwischen verstorbene Mutter sitzenließ, um ihn zu töten. Sein Hass verhindert auch die Heirat einer Frau, die ihn liebt. Anmerkung: Erster Farbfilm John Waynes |
| 1942 | Kein deutscher Titel | Lady for a Night                                        | Leigh Jason                                                  | Drama              | 87   | Ja     | Jackson „Jack“ Morgan, Glücksspieler auf einem Mississippi-Dampfer; seine Freundin, Entertainerin und Miteigentümerin eines Spielcasinos, will in bessere Verhältnisse heiraten, um Zugang zur oberen Gesellschaft von Memphis zu erhalten. |
| 1942 | Piraten im karibischen Meer | Reap the Wild Wind                                      | Cecil B. DeMille                                             | Abenteuer          | 123  | Ja     | Jack Stuart, Kapitän eines Schiffs in der Karibik, der um eine Frau kämpft und sogar das Schiff seines Gegners versenken lässt, aber sich im Kampf gegen eine Riesenkrake für seinen Gegner opfert. Anmerkung: Oscar in der Kategorie Beste visuelle Effekte |
| 1942 | a) Die Freibeuterin b) Stahlharte Fäuste | The Spoilers                                            | Ray Enright                                                  | Western            | 87   | Ja     | Roy Glennister, Besitzer der größten Goldmine einer Stadt in Alaska, dem man die Mine rauben will, und Geliebter einer resoluten Saloonbesitzerin (Marlene Dietrich) |
| 1942 | a) Der Draufgänger von Boston b) California Goldrausch                                                                                            | In Old California                                       | William C. McGann                                            | Western            | 88   | Ja     | Tom „Bosten“ Craig, zugezogener Apotheker aus Boston, der den ausgebeuteten Siedlern Kaliforniens im Kampf um ihr Recht beisteht, indem er deren Feind, den mächtigsten Mann der Stadt, bekämpft, wobei dessen Freundin sich in ihn verliebt |
| 1942 | Unternehmen Tigersprung | Flying Tigers                                           | David Miller                                                 | Kriegsfilm         | 101  | Ja     | Jim Gordon, Kommandant eines Geschwaders einer Freiwilligeneinheit der amerikanischen Luftwaffe, der Flying Tigers, die noch vor Eintritt der Vereinigten Staaten in den Zweiten Weltkrieg auf Seiten Chinas gegen Japan kämpft |
| 1942 | Kein deutscher Titel | Reunion in France                                       | Jules Dassin                                                 | Drama              | 104  | Ja     | Pat Talbot, aus einem deutschen Gefangenenlager entflohener RAF-Pilot im von den Nazis eingenommenen Paris während des Zweiten Weltkrieges, der in das nicht besetzte Frankreich gelangen will |
| 1942 | Pittsburgh | Pittsburgh                                              | Lewis Seiler                                                 | Drama              | 91   | Ja     | Charles „Pittsburgh“ Markham gründet als Minenarbeiter mit seinem Freund und ihrer gemeinsamen Freundin ein Unternehmen. Nach dem Bruch mit seinen Freunden verliert er alles, geht dann in sich, beginnt ein neues Leben als kleiner Arbeiter in der Rüstungsindustrie und arbeitet sich wieder bis nach oben. |
| 1943 | a) Harte Burschen – steile Zähne b) Der Wildwestkavalier                                                                                          | A Lady Takes a Chance                                   | William A. Seiter                                            | Western            | 86   | Ja     | Duke Hudkins hilft als Rodeoreiter einer abenteuerlustigen New Yorker Bankangestellten, die seinetwegen ihren Bus verpasst hat, in die nächste Stadt zu kommen, und verliebt sich in sie |
| 1943 | Die Hölle von Oklahoma | a) In Old Oklahoma b) War of the Wildcats               | Albert S. Rogell                                             | Western            | 102  | Ja     | Daniel F. Dan Somers, Cowboy und Indianerfreund, der im Jahre 1906 auf Indianerland nach Erdöl bohren darf, sich in eine ehemalige Lehrerin verliebt und gegen einen Vertreter der Ölindustrie kämpft |
| 1944 | Alarm im Pazifik | The Fighting Seabees                                    | Edward Ludwig                                                | Kriegsfilm         | 99   | Ja     | Wedge Donovan, Bauingenieur, der während des Zweiten Weltkriegs einen unbewaffneten Bautrupp, die Seabees der United States Navy, die immer wieder den Angriffen der Japaner ausgesetzt sind, im Pazifischen Ozean leitet |
| 1944 | a) Mit Büchse und Lasso b) Der Rächer der Enterbten c) In Arizona ist die Hölle los d) Der Fremde aus Arizona e) Fest im Sattel f) Rancher in Not | Tall in the Saddle                                      | Edwin L. Marin                                               | Western            | 95   | Ja     | Rocklin kommt als Fremder in eine Stadt und soll als Vormann bei einem Rancher angestellt werden. Dieser wird noch vor seinem Eintreffen ermordet. Der Vormann erweist sich später als sein rechtmäßiger Erbe. |
| 1945 | a) San Francisco Lilly b) Erdbeben in San Francisco                                                                                               | Flame of the Barbary Coast                              | Joseph Kane                                                  | Western            | 91   | Ja     | Duke Fergus, Rancher, der in San Francisco das Geld eines seiner Leute zurückholt, der es in einem betrügerischen Roulettespiel verloren hat. Er verspielt dann selbst sein ganzes Geld und kann zum Schluss die Frau seines Herzens heimführen. |
| 1945 | a) Stahlgewitter b) Zwei schlagen zurück | Back to Bataan                                          | Edward Dmytryk                                               | Kriegsfilm         | 95   | Ja     | Joseph Madden, amerikanischer Infanterie-Colonel während des Zweiten Weltkrieges, der mit Hilfe eines philippinischen Hauptmanns (Anthony Quinn) nach dem Rückzug der US-Armee von den Philippinen eine Guerillatruppe zusammenstellt, um weiter gegen die Japaner zu kämpfen |
| 1945 | a) Liebe in der Wildnis b) Blut am Fargo River c) Cowboy-Liebe d) Brennende Prärie                                                                | Dakota                                                  | Joseph Kane                                                  | Western            | 82   | Ja     | John Devlin, Spieler und Cowboy, der mit der Tochter eines Eisenbahnbesitzers nach Dakota durchbrennt, wo sie um ihre Ersparnisse gebracht werden. Er hilft den Farmern, sich gegen einen skrupellosen Grundstücksspekulanten zu erheben. |
| 1945 | a) Schnellboote vor Bataan b) Ein verlorener Haufen                                                                                               | They Were Expendable                                    | John Ford                                                    | Kriegsfilm         | 135  | Ja     | „Rusty“ Ryan, Leutnant der United States Navy, der den Japanern auf den Philippinen als Schnellbootkapitän einen erbitterten Seekampf liefert |
| 1946 | Kein deutscher Titel | Without Reservation                                     | Mervyn LeRoy                                                 | Komödie            | 101  | Ja     | Rusty Thomas, Marineflieger, der während einer Bahnfahrt nach Hollywood eine anonym reisende Bestsellerautorin kennenlernt, die ihn als Hauptdarsteller für ihren Film gewinnen will |
| 1947 | Der schwarze Reiter | Angel and the Badman                                    | James Edward Grant                                           | Western            | 100  | Ja     | Quirt Evans, ein gesetzloser Revolverheld, der das Schießen aufgeben und eine Quäkerin heiraten will, nachdem er von ihr nach einer Schussverletzung gesundgepflegt wurde. Er wird aber von seiner Vergangenheit wieder eingeholt. Anmerkung: Erster von John Wayne selbst produzierter Film |
| 1947 | Tycoon | Tycoon                                                  | Richard Wallace                                              | Abenteuer          | 129  | Ja     | Johnny Munroe, Eisenbahningenieur, der in Südamerika für einen Industriemagnaten, mit dem er mit der Zeit Probleme bekommt, eine Bahnlinie durch die Anden baut |
| 1948 | a) Bis zum letzten Mann b) Kampf um das Apachenfort                                                                                               | Fort Apache                                             | John Ford                                                    | Western            | 128  | Ja     | Kirby York, altgedienter Kavallerie-Captain, dem in seinem Fort ein karrieresüchtiger Colonel vor die Nase gesetzt wird, der während des Bürgerkriegs zum General aufgestiegen war, nach Kriegsende aber wieder zurückgestuft wurde |
| 1948 | a) Red River b) Panik am roten Fluß | Red River                                               | Howard Hawks                                                 | Western            | 133  | Ja     | Tom Dunson, hartherziger Rancher, der während eines großen Viehtrecks, dem ersten Chisholm Trail mit über 9000 Rindern und einer Wegstrecke von beinahe 1000 Kilometern, mit seinem Adoptivsohn in einen argen Konflikt gerät Anmerkung: Zwei Oscarnominierungen, in den Kategorien Bester Schnitt und Bestes Originaldrehbuch |
| 1948 | Spuren im Sand | Three Godfathers                                        | John Ford                                                    | Western            | 106  | Ja     | Robert Marmaduke Sangster Hightower, Bankräuber auf der Flucht, der mit seinen beiden Kumpanen in der Wüste einem Baby, dessen Mutter verstorben ist, das Leben rettet |
| 1948 | a) Im Banne der roten Hexe b) Das Geheimnis der roten Hexe                                                                                        | Wake of the Red Witch                                   | Edward Ludwig                                                | Abenteuer          | 107  | Ja     | Ralls, amerikanischer Abenteurer, der in der Südsee in ehrgeizigem Kampf mit einem Konkurrenten um einen geheimnisumwitterten Perlenschatz der Eingeborenen liegt, wobei beide sich in die gleiche Frau verlieben. |
| 1949 | Der Teufelshauptmann | She Wore a Yellow Ribbon                                | John Ford                                                    | Western            | 104  | Ja     | Nathan Cutting Brittles, alter Kavallerie-Captain, der noch kurz vor seiner Pensionierung einen letzten Auftrag auszuführen hat, wobei er den Krieg mit Indianern verhindern kann Anmerkung: Oscar für die beste Farbfotografie |
| 1949 | In letzter Sekunde | The Fighting Kentuckian                                 | George Waggner                                               | Western            | 100  | Ja     | John Breen, Offizier der Bürgermiliz Kentucky Riflemen, der den Mord an einem Landvermesser aufklärt und wohlhabenden französischen Flüchtlingen, die sich dort niedergelassen haben, behilflich ist |
| 1949 | a) Du warst unser Kamerad b) Todeskommando c) Iwo Jim, die große Schlacht                                                                         | Sands of Iwo Jima                                       | Allan Dwan                                                   | Kriegsfilm         | 109  | Ja     | John M. Stryker, kampferfahrener Sergeant der US-Marine, der wegen seiner harten Ausbildungsmethoden von seinen Männern überwiegend gehasst wird, mit seiner Einheit auf den Philippinen gegen die Japaner kämpft und in die Schlacht um Iwojima entscheidend eingreift Anmerkung: Oscarnominierung für John Wayne als besten Hauptdarsteller |
|      | |                                                         |                                                              | 1950er             |      |        | |
| 1950 | a) Rio Grande b) Colonel York | Rio Grande                                              | John Ford                                                    | Western            | 105  | Ja     | Kirby Yorke 14 Jahre nach dem Bürgerkrieg als alternder Lieutenant Colonel einer Kavallerietruppe in einem texanischen Fort, mit der Aufgabe, den Grenzfluss nach Mexiko gegen Indianer und Outlaws zu sichern |
| 1951 | Unternehmen Seeadler | Operation Pacific                                       | George Waggner                                               | Kriegsfilm         | 109  | Ja     | Duke E. Gifford als Kommandant eines U-Bootes im Pazifischen Ozean während des Zweiten Weltkriegs, der verschiedene Einsätze zu erledigen hat, aber auch die Entwicklung von Torpedos überwacht |
| 1951 | a) Stählerne Schwingen b) Jagdgeschwader Wildkatze c) Guadalcanal – Entscheidung im Pazifik                                                       | Flying Leathernecks                                     | Nicholas Ray                                                 | Kriegsfilm         | 102  | Ja     | Daniel Xavier Dan Kirby, Major während des Zweiten Weltkriegs im Südpazifik, der als kompromissloser Kommandant Marinekampfflieger befehligt, dabei Probleme mit einem kameradschaftlichen Captain hat, der bei allen beliebt ist |
| 1952 | a) Der Sieger b) Die Katze mit dem roten Haar | The Quiet Man                                           | John Ford                                                    | Komödie            | 129  | Ja     | Sean Thornton, ehemaliger amerikanischer Boxer, der zurück in sein Heimatdorf nach Irland kommt, sich in die Schwester des mit ihm verfeindeten Nachbarn verliebt und sie heiratet; dabei gibt es Probleme mit der Mitgift. Anmerkung: Der Film erhielt zwei Oscars und fünf weitere Nominierungen |
| 1952 | Marihuana | Big Jim McLain                                          | Edward Ludwig                                                | Krimi              | 90   | Ja     | Jim McLain, Untersuchungsbeamter des Komitees für unamerikanische Umtriebe, einer Kommission zur Verfolgung von Kommunisten, auf der Jagd nach einem kommunistischen Spionagering in Hawaii |
| 1953 | Ärger auf der ganzen Linie | Trouble Along the Way                                   | Michael Curtiz                                               | Komödie            | 110  | Ja     | Steve Aloysius Williams, Trainer, der zuletzt als Buchmacher tätig ist. Er hilft dem Footballteam eines kirchlichen Colleges mit unorthodoxen Methoden, das Gymnasium aus finanziellen Schwierigkeiten zu befreien. |
| 1953 | Das letzte Signal | Island in the Sky                                       | William A. Wellman                                           | Abenteuer          | 109  | Ja     | Dooley, ehemaliger Armeepilot, der im eisigen Labrador mit seiner Transportmaschine notlandet und bis zum Eintreffen der Rettungsmannschaften mit seinen Leuten in der Wildnis ausharren muss |
| 1953 | Man nennt mich Hondo | Hondo                                                   | John Farrow                                                  | Western            | 83   | Ja     | Hondo Lane, Kurierreiter der Kavallerie, der in die Gewalt von Apachen fällt, als er eine Frau, die bis zuletzt auf die Rückkehr ihres brutalen Ehemanns wartete und die ihn an seine verstorbene indianische Frau erinnert, und ihren kleinen Sohn beschützen will Anmerkung: Zwei Oscarnominierungen für den Film. Einziger 3D-Film, in dem John Wayne mitwirkt. |
| 1954 | Es wird immer wieder Tag | The High and the Mighty                                 | William A. Wellman                                           | Katas- trophenfilm | 147  | Ja     | Dan Roman, Veteran des Zweiten Weltkriegs, Copilot eines Passagierflugzeugs, das über dem Pazifischen Ozean auf dem Weg nach San Francisco durch eine Explosion eines Triebwerkes Feuer fängt Anmerkung: Oscar für die beste Filmmusik und fünf weitere Nominierungen |
| 1955 | Der Seefuchs | The Sea Chase                                           | John Farrow                                                  | Kriegsfilm         | 117  | Ja     | Karl Ehrlich, Offizier der Deutschen Marine im Zweiten Weltkrieg, der wegen der Ungnade Adolf Hitlers lediglich als Kapitän eines Blockadebrechers eingesetzt und von der Royal Navy verfolgt wird. |
| 1955 | Der gelbe Strom | Blood Alley                                             | William A. Wellman                                           | Abenteuer          | 115  | Ja     | Tom Wilder, amerikanischer Kapitän in China, der eine gefährliche Mission übernimmt und Rotchinesen mit einem Fährboot über einen Fluss nach Hongkong ins Exil bringt |
| 1956 | a) Der Eroberer b) Die Barbaren | The Conqueror                                           | Dick Powell                                                  | Abenteuer          | 111  | Ja     | Temujin im 12. Jahrhundert als Anführer von Mongolen, der nach harten Kämpfen, Gräueltaten und der Vereinigung von Mongolenstämmen zum gefürchteten Dschingis Khan wird Anmerkung: Die Außenaufnahmen fanden in Windrichtung des Atomwaffentestgeländes Nevada National Security Site statt. Innerhalb der nächsten 30 Jahre starben 46 Beteiligte, darunter auch John Wayne, an Krebs. |
| 1956 | Der schwarze Falke | The Searchers                                           | John Ford                                                    | Western            | 119  | Ja     | Ethan Edwards, Abenteurer, der sich nach dem Bürgerkrieg, an dem er lange Zeit teilnahm, ohne Kontakt zur Familie den Texas Rangers auf der Suche nach seiner von Comanchen entführten Nichte anschließt und einen gnadenlosen Rachefeldzug führt |
| 1957 | Dem Adler gleich | The Wings of Eagles                                     | John Ford                                                    | Melodram           | 110  | Ja     | Frank W. „Spig“' Wead, ausgezeichneter Marineflieger im Zweiten Weltkrieg, der zunächst eine eigene Fliegerabteilung aufbauen will, dann jedoch, durch einen Unfall gelähmt, Drehbuchautor und Marineberater wird |
| 1957 | Düsenjäger | Jet Pilot                                               | Josef von Sternberg                                          | Kriegsfilm         | 113  | Ja     | Jim Shannon, Colonel in der United States Air Force, der sich in eine Asylbewerberin aus der Sowjetunion, die mit einem Düsenjäger geflohen ist, verliebt und sie später heiratet. Nachdem sich herausgestellt hat, dass sie eine Spionin ist, spioniert er seinerseits in der Sowjetunion für die Vereinigten Staaten. Anmerkung: Der Film kam erst sieben Jahre nach der Produktion in die Kinos, zu einem Zeitpunkt, als der verwendete Düsenjäger bereits als veraltet galt. Der Produzent Howard Hughes bearbeitete den Film noch jahrelang nach Drehschluss. |
| 1957 | Die Stadt der Verlorenen | Legend of the Lost                                      | Henry Hathaway                                               | Abenteuer          | 108  | Ja     | Joe January, amerikanischer Abenteurer, der sich von einem Franzosen in Timbuktu für die Suche nach dessen Vater als Führer durch die Wüste anheuern lässt und von einer Frau (Sophia Loren) begleitet wird. |
| 1958 | Links und rechts vom Ehebett | I Married a Woman                                       | Hal Kanter                                                   | Komödie            | 84   | Nein   | John Wayne spielt sich selbst bei einem kurzen Gastauftritt in einer Film-im-Film-Sequenz |
| 1958 | Der Barbar und die Geisha | The Barbarian and the Geisha                            | John Huston                                                  | Abenteuer          | 105  | Ja     | Townsend Harris, amerikanischer Diplomat in Japan, der als Botschafter der Vereinigten Staaten im Jahre 1856 Handelsbeziehungen mit der Regierung vorzubereiten versucht |
| 1959 | Rio Bravo | Rio Bravo                                               | Howard Hawks                                                 | Western            | 141  | Ja     | John T. Chance, Sheriff in einer Stadt, die von einem einflussreichen Rancher beherrscht wird. Er verhaftet dessen Bruder, der einen Mord begangen hat und den die Leute des Ranchers befreien wollen |
| 1959 | Der letzte Befehl | The Horse Soldiers                                      | John Ford                                                    | Western            | 119  | Ja     | John Marlowe, Colonel der Nordstaaten während des Bürgerkriegs, der seine Leute nach Baton Rouge durch konföderiertes Gebiet bringen muss, wobei er Gleisanlagen und Brücken zu zerstören hat |
|      | |                                                         |                                                              | 1960er             |      |        | |
| 1960 | Alamo | The Alamo                                               | John Wayne                                                   | Western            | 202  | Ja     | Davy Crockett, Colonel, der mit William Travis und Jim Bowie (Richard Widmark) in der befestigten Missionsstation Alamo gegen die mexikanische Miliz für die Unabhängigkeit von Texas kämpft Anmerkung: Oscar für Besten Ton, zudem sechs Nominierungen, darunter John Wayne für den Besten Film. |
| 1960 | Land der tausend Abenteuer | North to Alaska                                         | Henry Hathaway                                               | Western            | 122  | Ja     | Sam McCord betreibt als Goldgräber in Alaska mit seinem Partner (Stewart Granger) und dessen Bruder eine Goldmine. Er muss diverse Abenteuer bestehen; eine Frau sorgt für Verwirrung |
| 1961 | Die Comancheros | The Comancheros                                         | Michael Curtiz                                               | Western            | 107  | Ja     | Jake Cutter als Captain der Texas Rangers im Kampf gegen die Comancheros, skrupellose weiße Outlaws, die die Indianer mit Alkohol und Waffen beliefern |
| 1962 | Der Mann, der Liberty Valance erschoß | The Man Who Shot Liberty Valance                        | John Ford                                                    | Western            | 123  | Ja     | Tom Doniphon rettet als Revolverheld einem Anwalt (James Stewart), indem er dessen Duellgegner unbemerkt erschießt, das Leben. Der Anwalt macht daraufhin als vermeintlicher Duellsieger einen politischen Aufstieg in höchste Ämter. |
| 1962 | Hatari! | Hatari!                                                 | Howard Hawks                                                 | Abenteuer          | 157  | Ja     | Sean Mercer als einer von mehreren Wildtierfängern einer Großwild-Fangstation in Tansania, die für verschiedene Zoos Tiere einfängt. Er verliebt sich in eine Fotografin aus der Schweiz. Anmerkung: Oscarnominierung für die Beste Kamera. |
| 1962 | Der längste Tag | The Longest Day                                         | Ken Annakin, Andrew Marton, Bernhard Wicki, Darryl F. Zanuck | Kriegsfilm         | 178  | Ja     | Benjamin H. Vandervoort, Lieutenant Colonel eines amerikanischen Fallschirmspringerkommandos, der in der Nacht in Frankreich landet, um die Invasion der Westalliierten in der Normandie 1944 vorzubereiten. Anmerkung: Der Film erhielt zwei Oscars und drei weitere Nominierungen. |
| 1963 | Das war der Wilde Westen | How the West Was Won                                    | John Ford, Henry Hathaway, George Marshall, Richard Thorpe   | Western            | 165  | Ja     | William Tecumseh Sherman unterhält sich in einer kurzen Sequenz als berühmter General der Nordstaaten während des Amerikanischen Bürgerkrieges mit General Grant über den Sinn und Unsinn des Krieges Anmerkung: Der Film erhielt drei Oscars und fünf weitere Nominierungen. |
| 1963 | Die Hafenkneipe von Tahiti | Donovan’s Reef                                          | John Ford                                                    | Komödie            | 109  | Ja     | Michael Patrick Guns Donovan, ein ehemaliger United-States-Navy-Soldat und echter Haudegen, der keiner Schlägerei aus dem Weg geht, eröffnet nach dem Zweiten Weltkrieg in Tahiti eine Bar. |
| 1963 | MacLintock | McLintock!                                              | Andrew V. McLaglen                                           | Western            | 127  | Ja     | George Washington McLintock, größter Viehzüchter und Bankier der Region, der sich mit seiner Frau (Maureen O’Hara), die ihn vor zwei Jahren verlassen hat und die Scheidung verlangt, streitet |
| 1963 | kein deutscher Titel | The Challenge of Ideas                                  |                                                              | Propagandafilm     | 30   | Ja     | John Wayne versucht zusammen mit anderen Stars vor dem Einfluss des Kommunismus zu warnen. |
| 1964 | a) Circus-Welt b) Held der Arena c) Zirkuswelt | Circus World                                            | Henry Hathaway                                               | Drama              | 138  | Ja     | Matt Masters, Zirkusmanager, der im Jahre 1910 auf Europatournee geht, um seine einzigartige Wildwestshow zu zeigen, dort mit Problemen konfrontiert wird und sich auf der Suche nach seiner früheren Geliebten (Rita Hayworth) befindet |
| 1965 | Die größte Geschichte aller Zeiten | The Greatest Story Ever Told                            | George Stevens                                               | Drama              | 221  | Ja     | Römischer Centurio in zwei kurzen Sequenzen, der Jesus Christus auf dem Kreuzweg und bei der Kreuzigung begleitet Anmerkung: Der Film erhielt fünf Oscarnominierungen. |
| 1965 | Erster Sieg | In Harm’s Way                                           | Otto Preminger                                               | Kriegsfilm         | 167  | Ja     | Rockwell Rock Torrey, Captain auf einem Kreuzer der United States Navy mit dem Hauptquartier für den Seekrieg im Pazifik, der nach dem Angriff auf Pearl Harbor den Gegenangriff koordinieren muss und sich in eine Krankenschwester verliebt Anmerkung: Eine Oscarnominierung für die beste Beste Kamera. |
| 1965 | Die vier Söhne der Katie Elder | The Sons of Katie Elder                                 | Henry Hathaway                                               | Western            | 122  | Ja     | John Elder, Revolverheld, der am Tag der Beerdigung seiner Mutter nach langer Zeit zurückkommt und zusammen mit seinen drei Brüdern (unter anderem Dean Martin) die Ermordung seines Vaters aufklärt, der kurz vor seinem Tod um die Ranch betrogen wurde |
| 1966 | a) Der Schatten des Giganten b) Commander Stones – Ihr bester Mann c) Wirf einen großen Schatten                                                  | Cast a Giant Shadow                                     | Melville Shavelson                                           | Kriegsfilm         | 138  | Ja     | Mike Randolph) im Jahre 1947 im Krisenherd von Palästina als General und Vorgesetzter eines amerikanischen Colonels (Kirk Douglas), der die israelische Armee ausbilden soll |
| 1967 | Die Gewaltigen | The War Wagon                                           | Burt Kennedy                                                 | Western            | 101  | Ja     | Taw Jackson, Gesetzloser und Revolverheld, der zusammen mit einem weiteren Revolverhelden (Kirk Douglas), der eigentlich den Auftrag hat, ihn zu töten, und zwei weiteren Freunden einen Überfall auf einen schwer gesicherten und gepanzerten Goldtransport plant und durchführt |
| 1966 | El Dorado | El Dorado                                               | Howard Hawks                                                 | Western            | 126  | Ja     | Cole Thornton, Revolverheld, der von einem Rancher, der die Siedler der Gegend einschüchtert, angeheuert wird, dies jedoch ausschlägt, dann einen alten Kumpan (Robert Mitchum), den Sheriff des Ortes, wiedertrifft, und sich mit diesem gegen den Rancher verbindet |
| 1968 | Die grünen Teufel | The Green Berets                                        | John Wayne, Ray Kellogg                                      | Kriegsfilm         | 142  | Ja     | Mike Kirby, Colonel der amerikanischen Spezialtruppe Green Berets, der in Vietnam einen Gefechtsstand aufzubauen hat und sich im ständigen Kampf gegen die Vietkong befindet |
| 1968 | Die Unerschrockenen | Hellfighters                                            | Andrew V. McLaglen                                           | Action             | 121  | Ja     | Chance Buckman, Chef einer Firma, die auf das Löschen von brennenden Ölquellen spezialisiert ist, und weltweit in Brand geratene Ölquellen wieder unter Kontrolle zu bringen hat, wobei es wiederholt zu Problemen kommt |
| 1969 | Der Marshal | True Grit                                               | Henry Hathaway                                               | Western            | 128  | Ja     | Reuben J. Rooster Cogburn, trunksüchtiger Marshall, ein einäugiger Haudegen, der einem Mädchen hilft, das ihn engagiert hat, den Mörder ihres Vaters zu stellen, wobei ihnen ein Texas Ranger beisteht Anmerkung: John Wayne erhielt seinen einzigen Oscar als Bester Hauptdarsteller |
| 1969 | Die Unbesiegten | The Undefeated                                          | Andrew V. McLaglen                                           | Western            | 118  | Ja     | John Henry Thomas, Colonel der Nordstaaten, der kurz nach dem Amerikanischen Bürgerkrieg gemeinsam mit einem Konföderiertencolonel (Rock Hudson), einem Feind aus früheren Jahren, in die mexikanische Revolution verwickelt wird |
|      | |                                                         |                                                              | 1970er             |      |        | |
| 1970 | Chisum | Chisum                                                  | Andrew V. McLaglen                                           | Western            | 111  | Ja     | John Simpson Chisum, größter Viehzüchter und Rancher in New Mexico im Jahre 1878, der gegen einen skrupellosen Bankier kämpft, wobei ihm Pat Garrett, ein ehemaliger Sheriff, und der Revolverheld Billy the Kid helfen |
| 1970 | Rio Lobo | Rio Lobo                                                | Howard Hawks                                                 | Western            | 114  | Ja     | Cord McNally als Colonel der Nordstaaten, der zusammen mit einem Captain der Südstaaten nach dem Bürgerkrieg den Schuldigen eines Raubüberfalls und der Ermordung eines Freundes sucht |
| 1971 | Big Jake | Big Jake                                                | George Sherman                                               | Western            | 110  | Ja     | Jacob Big Jake McCandles, Rancher, dessen Frau (Maureen O’Hara) in seinem Anwesen, wo er sich zuletzt vor über 18 Jahren aufhielt, von Verbrechern überfallen und dessen Enkel von ihnen entführt wird, den er befreien möchte |
| 1972 | Die Cowboys | The Cowboys                                             | Mark Rydell                                                  | Western            | 134  | Ja     | Will Andersen, Viehzüchter, der ein paar Jungen als Viehtreiber für einen großen Treck ausbilden muss, da ihm seine Cowboys wegen des Goldrausches verlassen haben. Er muss sich dann gegen eine gefährliche Bande behaupten |
| 1973 | Dreckiges Gold | The Train Robbers                                       | Burt Kennedy                                                 | Western            | 92   | Ja     | Lane, alternder Revolverheld, der von einer jungen Witwe engagiert wird, die Beute aus einem Eisenbahnraub ihres Mannes aufzufinden, sich dabei mit seiner Gruppe gegen eine Bande stellen muss, die das gleiche Ziel hat |
| 1973 | Geier kennen kein Erbarmen | Cahill U.S. Marshal                                     | Andrew V. McLaglen                                           | Western            | 102  | Ja     | J. D. Cahill, einer der gefürchtetsten Marshalls im Wilden Westen und Vater von zwei minderjährigen Söhnen, die einem Gauner bei einem Banküberfall geholfen haben und sich mit ihrem Vater, der auf der Suche nach den Bankräubern ist, versöhnen möchten |
| 1974 | McQ schlägt zu | McQ                                                     | John Sturges                                                 | Action             | 111  | Ja     | Lon McQ, Detective-Lieutenant der Polizei von Seattle, der bei seinen Ermittlungen mit unkonventionellen Mitteln vorgeht und unerbittlich mit dem Boss einer Rauschgiftbande abrechnet |
| 1975 | Brannigan – Ein Mann aus Stahl | Brannigan                                               | Douglas Hickox                                               | Krimi              | 111  | Ja     | Jim Brannigan, raubeiniger Polizist aus Chicago, der von London einen von Scotland Yard festgenommenen Verbrecher nach Chicago zurückbringen soll, wobei er mit sehr unkonventionellen Methoden vorgeht |
| 1975 | a) Mit Dynamit und frommen Sprüchen b) Rooster Cogburn                                                                                            | Rooster Cogburn and the Lady                            | Stuart Millar                                                | Western            | 107  | Ja     | Reuben Rooster Cogburn, erneut einäugiger Marshal, der die Verfolgung der Mörder eines Pastors aufnimmt, wobei ihm die ältliche Tochter (Katharine Hepburn) des Ermordeten, eine bibelfeste Missionarin, hilft |
| 1976 | a) Der letzte Scharfschütze b) Der Scharfschütze c) Der Shootist                                                                                  | The Shootist                                            | Don Siegel                                                   | Western            | 99   | Ja     | Der alternde Revolverheld John Bernard Books, der erfahren hat, dass er an Krebs im Endstadium leidet, findet kurzzeitig Frieden in den Armen einer gutmütigen Frau, wird jedoch von seiner Vergangenheit eingeholt und stellt sich schließlich einem letzten Duell, in dem sowohl er als auch seine Widersacher umkommen Anmerkung: Der Film erhielt eine Oscarnominierung |